# 람세스역

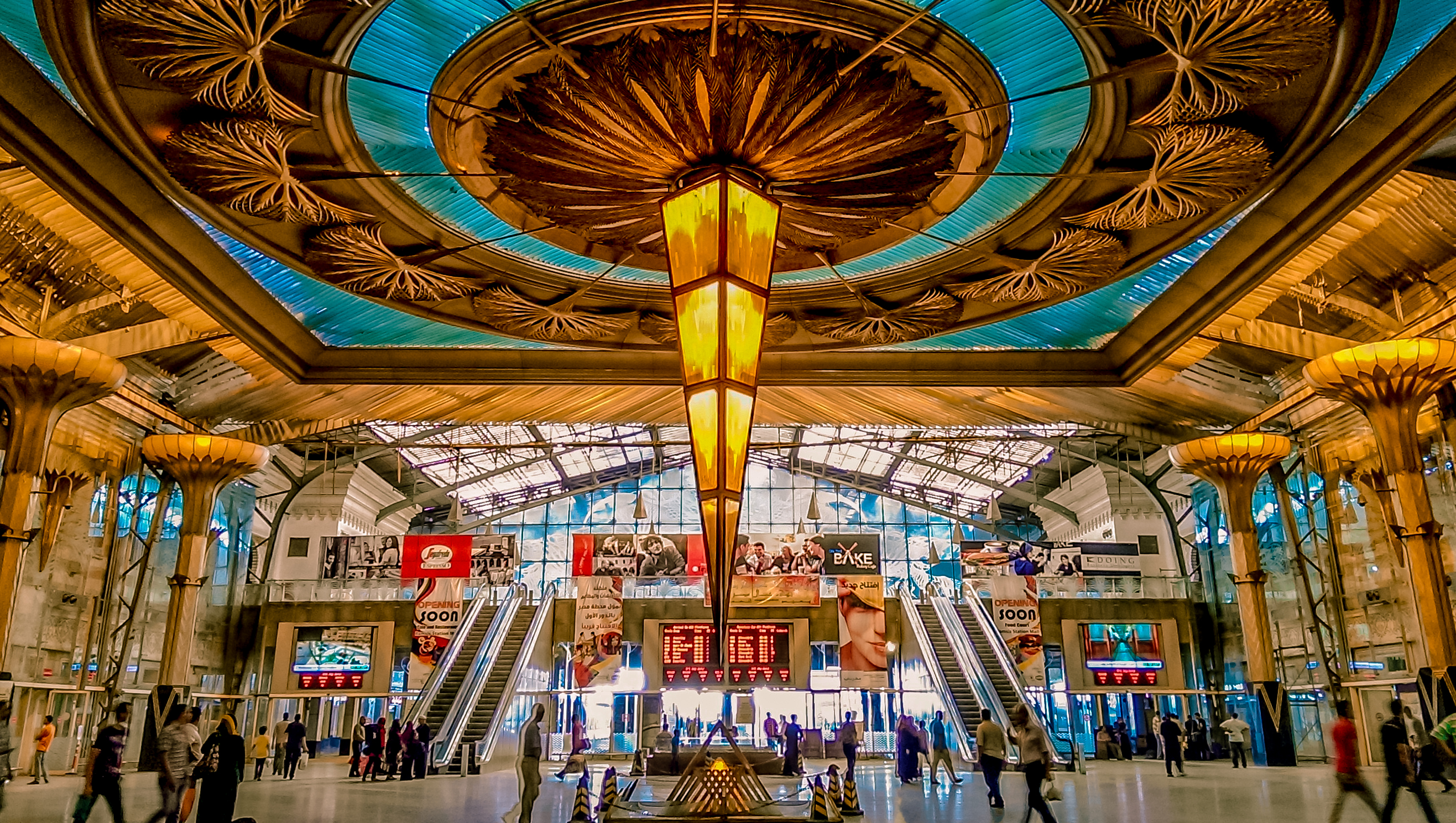
람세스 역의 내부 모습

람세스역(아랍어: محطة مصر, 영어: Ramses Railway Station)은 이집트의 수도 카이로에 있는 이집트 철도의 터미널 역이다. 역명은 고대 이집트 왕조시대의 파라오였으며 아부 심벨을 짓는 등의 업적을 세운 람세스에서 유래하였다. 1955년에는 나세르가 역 앞의 광장에 람세스 2세 동상을 세웠다. 원래 이 역은 1856년에 카이로와 알렉산드리아를 잇는 철도 노선의 종착역으로서 건설되었다. 현재의 역사는 1892년에 새로 건설된 것으로, 1955년에 개축되었다. 이후에 람세스 2세 동상은 2006년 8월 25일 람세스역을 떠나 나일강을 넘어 기자 지역으로 옮겨졌다.